# Fisibach
Fisibach é uma comuna da Suíça, situada no distrito de Zurzach, no cantão de Argóvia. Tem 5,77 km² de área e sua população em 2018 foi estimada em 506 habitantes.